# A Negação da Morte
A Negação da Morte (em inglês:  The Denial of Death) é uma obra de 1973 sobre psicologia e filosofia por Ernest Becker, em que o autor se baseia nos trabalhos de Søren Kierkegaard, Sigmund Freud, Norman O. Brown e Otto Rank.  Recebeu o Prêmio Pulitzer de Não-Ficção Geral em 1974, dois meses após a morte do autor. É a principal obra responsável pelo desenvolvimento da teoria da gestão do terror.

## Sumário
A premissa de A Negação da Morte é que a civilização humana é, em última análise, um elaborado e simbólico mecanismo de defesa contra o conhecimento de nossa mortalidade, que por sua vez atua como resposta emocional e intelectual ao nosso mecanismo básico de sobrevivência. Becker argumenta que existe uma dualidade básica na vida humana entre o mundo físico dos objetos e a biologia, e um mundo simbólico de significado humano. Assim, como a humanidade tem uma natureza dualista que consiste em um eu físico e um eu simbólico, somos capazes de transcender o dilema da mortalidade, concentrando nossa atenção principalmente em nossos eus simbólicos, ou seja, nossa autoestima cultural, que Becker chama de "heroísmo": uma "criação desafiadora de sentido" expressando "o mito da significância da vida humana" em comparação com outros animais.
Este auto-foco simbólico toma a forma de um "projeto de causa sui" (às vezes chamado de "projeto de imortalidade", ou "projeto de heroísmo") de um indivíduo. O "projeto causa sui" de uma pessoa age como seu receptáculo de imortalidade, através do qual uma pessoa cria significado, ou continua a criar significado, além de sua própria vida. Ao fazer parte de construções simbólicas com mais significado e longevidade do que o corpo - atividades culturais e crenças - pode-se ganhar um senso de legado ou (no caso da religião) uma vida após a morte. Em outras palavras, vivendo à altura (ou especialmente excedendo) os padrões culturais, as pessoas sentem que podem se tornar parte de algo eterno: algo que nunca morrerá em comparação com seu corpo físico. Isto, por sua vez, dá às pessoas a sensação de que suas vidas têm sentido, um propósito e significado no grande esquema das coisas, ou seja, que elas são "contribuintes heroicos para a vida mundial" engajados em um "projeto de imortalidade".
Os projetos de imortalidade são uma forma de as pessoas administrarem a ansiedade de morte. Algumas pessoas, entretanto, se envolverão em atividades hedônicas como drogas, álcool e entretenimento para escapar de sua ansiedade de morte - muitas vezes para compensar a falta de "heroísmo" ou autoestima cultural - uma falta de contribuição para o "projeto de imortalidade". Outros tentarão administrar o terror da morte "tranquilizando-se com o trivial", ou seja, concentrando-se fortemente em assuntos triviais e exagerando sua importância - muitas vezes através de atividades frenéticas e de negócios. Becker descreve a prevalência atual do hedonismo e da trivialidade como resultado da queda de visões de mundo religiosas como o cristianismo, que poderia levar em consideração "escravos, aleijados... imbecis... os simples e os poderosos" e permitir que todos eles aceitassem sua natureza animal no contexto de uma realidade espiritual e de uma vida após a morte.
Os "sistemas heroicos" tradicionais da humanidade, como a religião, não são mais convincentes na era da razão. Becker argumenta que a perda da religião deixa a humanidade com recursos empobrecidos para ilusões necessárias. A ciência tenta servir como um projeto de imortalidade, algo que Becker acredita que nunca poderá fazer porque é incapaz de fornecer significados agradáveis e absolutos para a vida humana. O livro afirma que precisamos de novas "ilusões" convincentes que nos permitam sentir-nos heroicos de formas agradáveis. Becker, entretanto, não dá nenhuma resposta definitiva, principalmente porque acredita que não existe uma solução perfeita. Em vez disso, ele espera que a realização gradual das motivações inatas da humanidade, ou seja, a morte, possa ajudar a criar um mundo melhor.
Becker também argumenta que a arbitrariedade dos projetos de imortalidade inventados pelo homem os torna naturalmente propensos ao conflito. Quando um projeto de imortalidade entra em conflito com outro, há essencialmente uma acusação de "equívoco de vida", e assim é estabelecido o contexto tanto para o comportamento agressivo quanto defensivo. Cada grupo vai querer provar que seu sistema de crenças é superior, seu modo de vida melhor. Assim, estes projetos de imortalidade são considerados um motor fundamental do conflito humano, como nas guerras, no fanatismo, no genocídio e no racismo.

## Doença mental
A partir dessa premissa, uma doença mental é descrita como opostos extremos e disfuncionais na relação de alguém com seu próprio projeto de imortalidade.

### Depressão
Em um extremo, as pessoas que sofrem de depressão têm a sensação de que seu projeto de imortalidade está falhando. Elas ou começam a pensar que o projeto de imortalidade é falso, ou sentem-se incapazes de ser um herói com sucesso em termos desse projeto de imortalidade. Como resultado, elas são consistentemente lembradas de sua mortalidade, corpo biológico e sentimentos de inutilidade.

### Esquizofrenia
No outro extremo, Becker descreve a esquizofrenia como um estado em que uma pessoa se torna tão obcecada com o seu projeto pessoal de imortalidade que nega a natureza de todas as outras realidades. Os esquizofrênicos criam sua própria realidade mental interna na qual definem e controlam todos os propósitos, verdades e significados. Isso os torna heróis puros, vivendo em uma realidade mental que é considerada superior às realidades físicas e culturais.

## Criatividade
Assim como os esquizofrênicos, indivíduos criativos e artísticos negam a realidade física e os projetos de imortalidade culturalmente endossados, expressando a necessidade de criar sua própria realidade. A principal diferença é que os indivíduos criativos têm talentos que lhes permitem criar e expressar uma realidade que os outros podem apreciar, em vez de simplesmente construir uma realidade mental interna.

## Recepção
A Negação da Morte ajudou a inspirar um renascimento do interesse no trabalho de Otto Rank.
O trabalho de Becker também teve um amplo impacto cultural além dos campos da psicologia e da filosofia. O livro fez uma aparição no filme de Woody Allen, Annie Hall, quando o personagem Alvy Singer, obcecado pela morte, o compra para sua namorada Annie. Foi referido por Spalding Gray em sua obra It's a Slippery Slope. O ex-presidente dos Estados Unidos Bill Clinton citou A Negação da Morte em sua autobiografia de 2004, My Life; ele também o incluiu como um dos 21 títulos em sua lista de livros favoritos. Ayad Akhtar o menciona em sua peça vencedora do prêmio Pulitzer, Disgraced.  